# Gnathia magdalenensis
Gnathia magdalenensis är en kräftdjursart som beskrevs av Mueller 1988. Gnathia magdalenensis ingår i släktet Gnathia och familjen Gnathiidae. Inga underarter finns listade i Catalogue of Life.